# 伊達警察署 (北海道)
伊達警察署（だてけいさつしょ）は、北海道警察本部が管轄する札幌方面の警察署の一つである。

## 所在地
- 北海道伊達市館山町10-22

## 管轄区域
- 伊達市、有珠郡壮瞥町、虻田郡のうち豊浦町・洞爺湖町

## 沿革
- 1884年（明治17年）：東紋別村（現在の伊達市）に室蘭警察署有珠巡査派出所設置。
- 1886年（明治19年）：室蘭警察署有珠警察分署と虻田町に虻田警察分署設置。
- 1889年（明治22年）：西紋別村（現在の伊達市）に有珠警察分署設置。
- 1890年（明治23年）：虻田警察分署が有珠警察分署に統合。
- 1926年（大正15年）：北海道庁伊達警察署に昇格改称。
- 1948年（昭和23年）：警察法制定により国家地方警察伊達地区警察署、伊達町警察署、虻田町警察署、豊浦町警察署に分割。
- 1951年（昭和26年）：豊浦町警察署が伊達地区警察署に編入。
- 1954年（昭和29年）：警察法改正に伴い、伊達地区警察署、伊達町警察署、虻田町警察署が北海道札幌方面伊達警察署（伊達町（現在の伊達市）、虻田町（現在の洞爺湖町）、豊浦町、壮瞥町、大滝村（現在の伊達市大滝区）、洞爺村（現在の洞爺湖町））発足。
- 1972年（昭和47年）：現庁舎完成。

## 組織
- 署長（警視）
- 副署長（警視）
- 警務課（警務係、犯罪被害者支援係、相談係、管理係）
- 会計課（会計係）
- 生活安全課（生活安全係）
- 地域課（地域係）
- 刑事課（刑事係、鑑識係）
- 交通課（交通係）
- 警備課（警備係）

## 交番・駐在所
括弧内は所在地を表す。

### 伊達市
- 駅前交番（伊達市山下町340-3）
- 梅本交番（伊達市梅本町37-8）
- 有珠駐在所（伊達市有珠町254-2）
- 大滝駐在所（伊達市大滝区本町10-1）
- 黄金駐在所（伊達市南黄金町44-34）
- 長和駐在所（伊達市長和町420-1）

### 壮瞥町
- 壮瞥駐在所（有珠郡壮瞥町字滝之町420-6）
- 久保内駐在所（有珠郡壮瞥町字久保内91-7）

### 洞爺湖町
- 虻田交番（虻田郡洞爺湖町入江44-1）
- 洞爺湖温泉交番（虻田郡洞爺湖町洞爺湖温泉142-151）
- 洞爺駐在所（虻田郡洞爺湖町洞爺48-13）

### 豊浦町
- 豊浦駐在所（虻田郡豊浦町字旭町31-2）
- 大岸駐在所（虻田郡豊浦町字大岸113-19）
- 礼文華駐在所（虻田郡豊浦町字礼文華167-37）